# Rabštejn (Rabštejnská Lhota)
Rabštejn je malá vesnice, část obce Rabštejnská Lhota v okrese Chrudim. Nachází se asi 1 km na jihozápad od Rabštejnské Lhoty. Prochází zde silnice II/340. V roce 2009 zde bylo evidováno 18 adres. V roce 2001 zde trvale žilo 41 obyvatel.
Rabštejn leží v katastrálním území Smrkový Týnec o výměře 3,52 km2.
Západně od vesnice leží v lese zřícenina hradu Rabštejnek (Rabštejn).

## Galerie

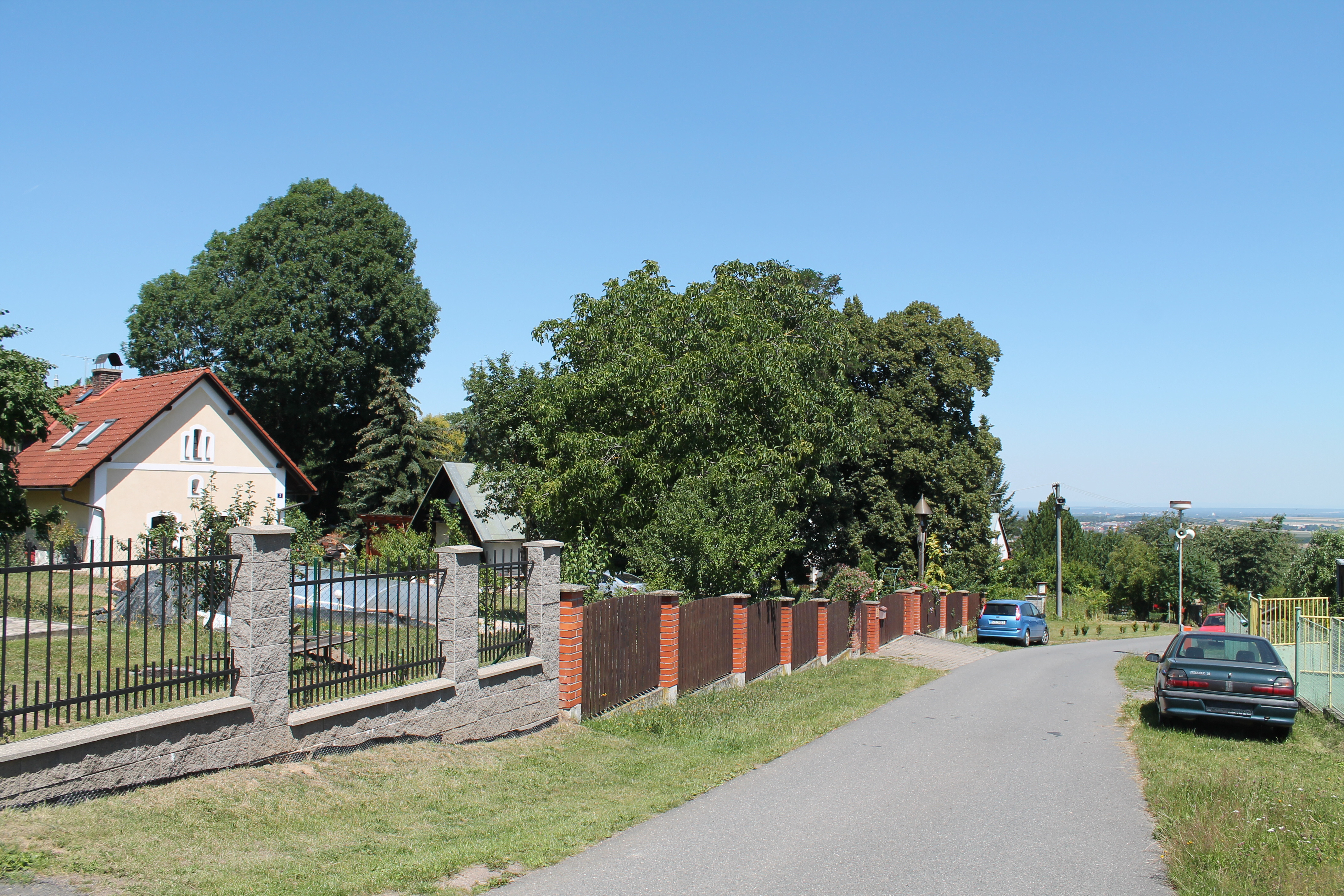
Hlavní ulice
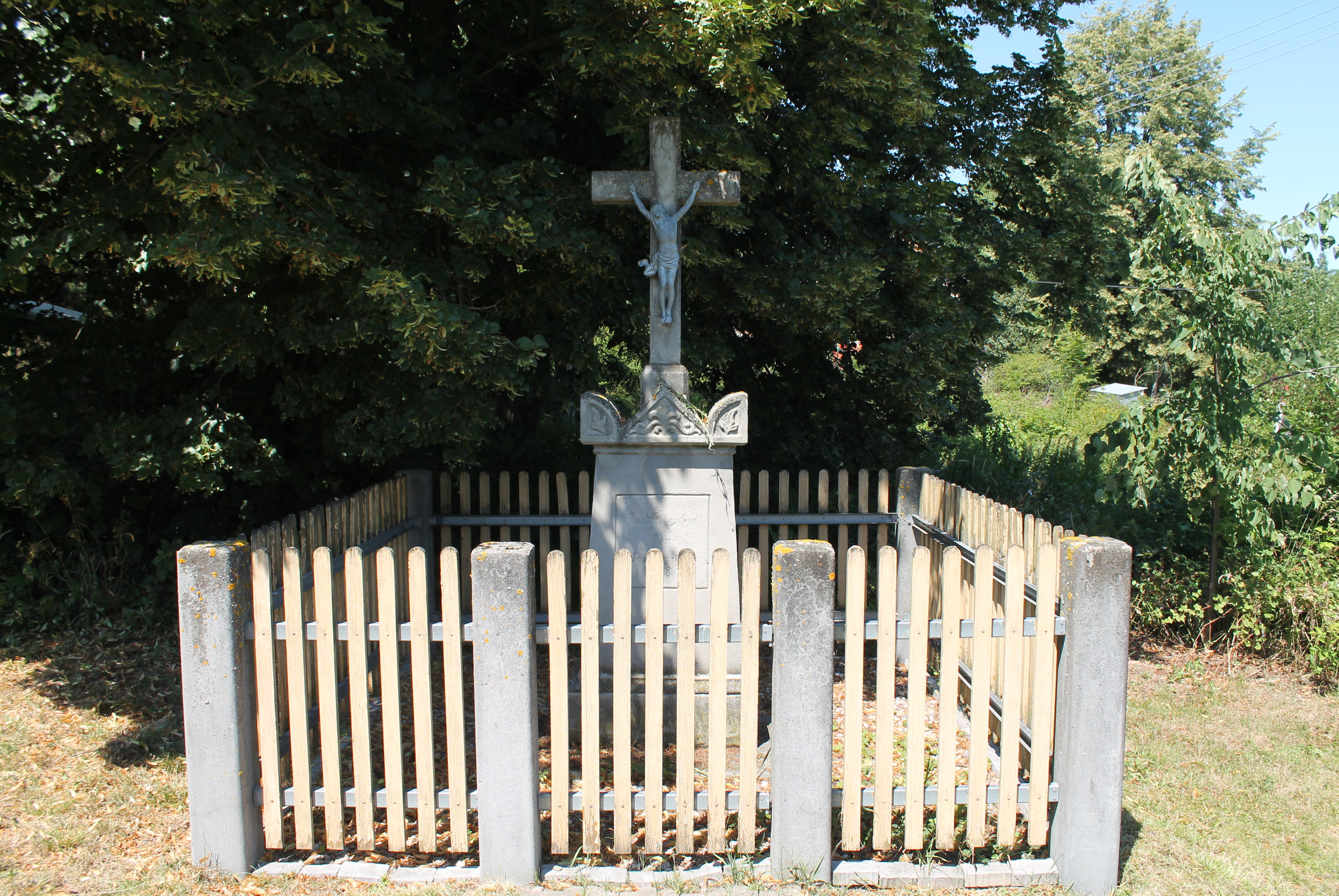
Kříž na návsi
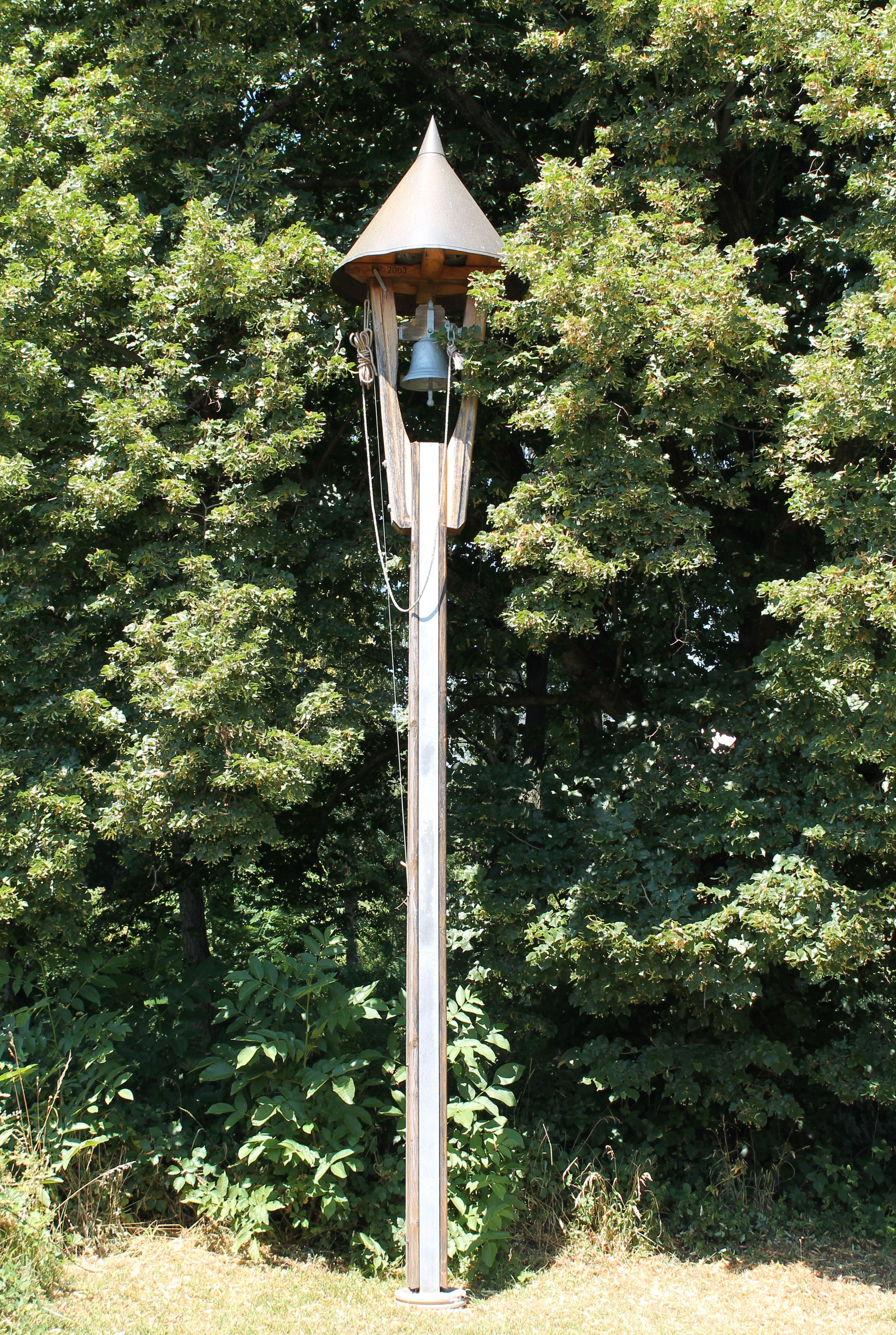
Zvonice
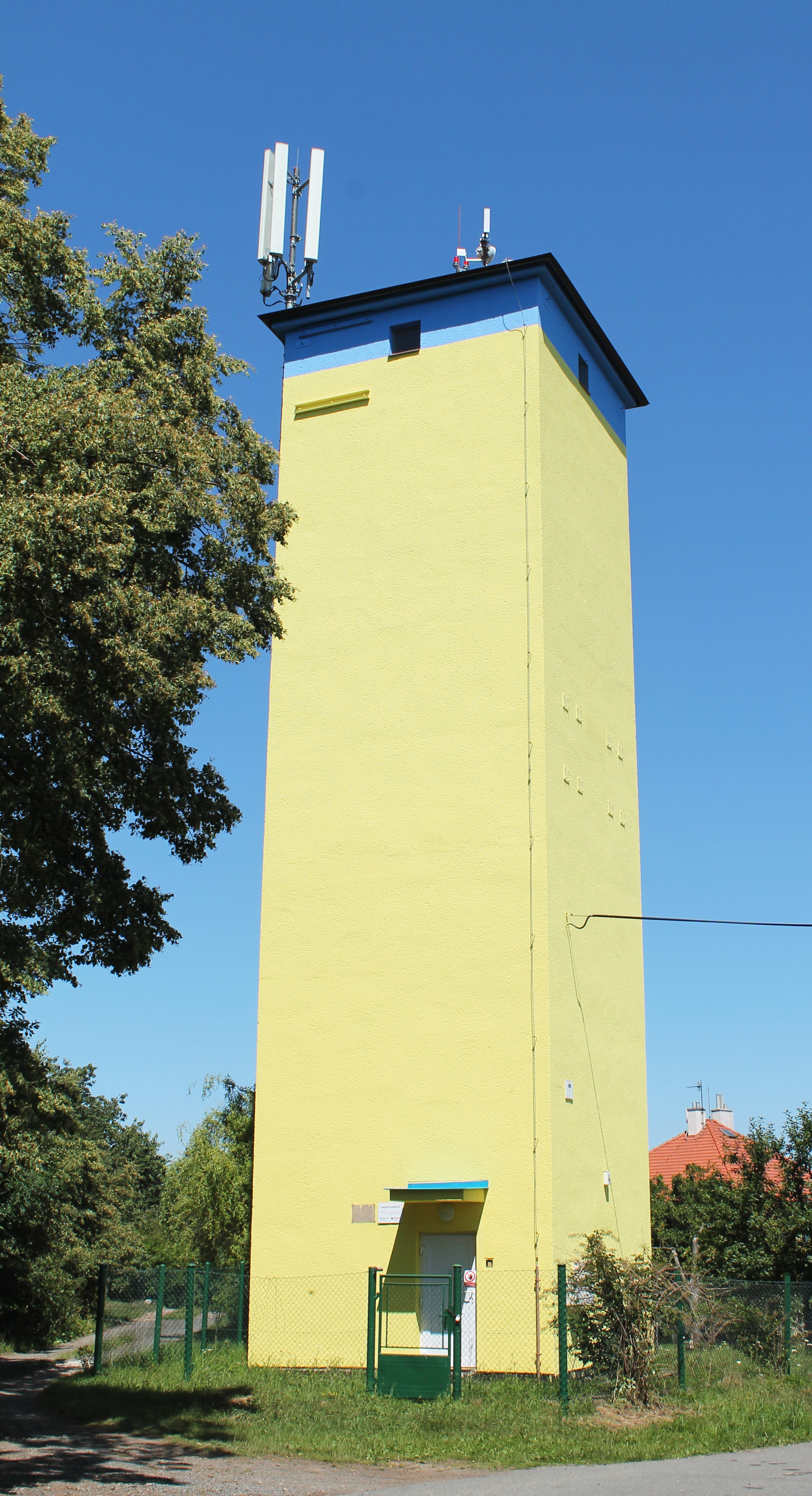
Věžový vodojem
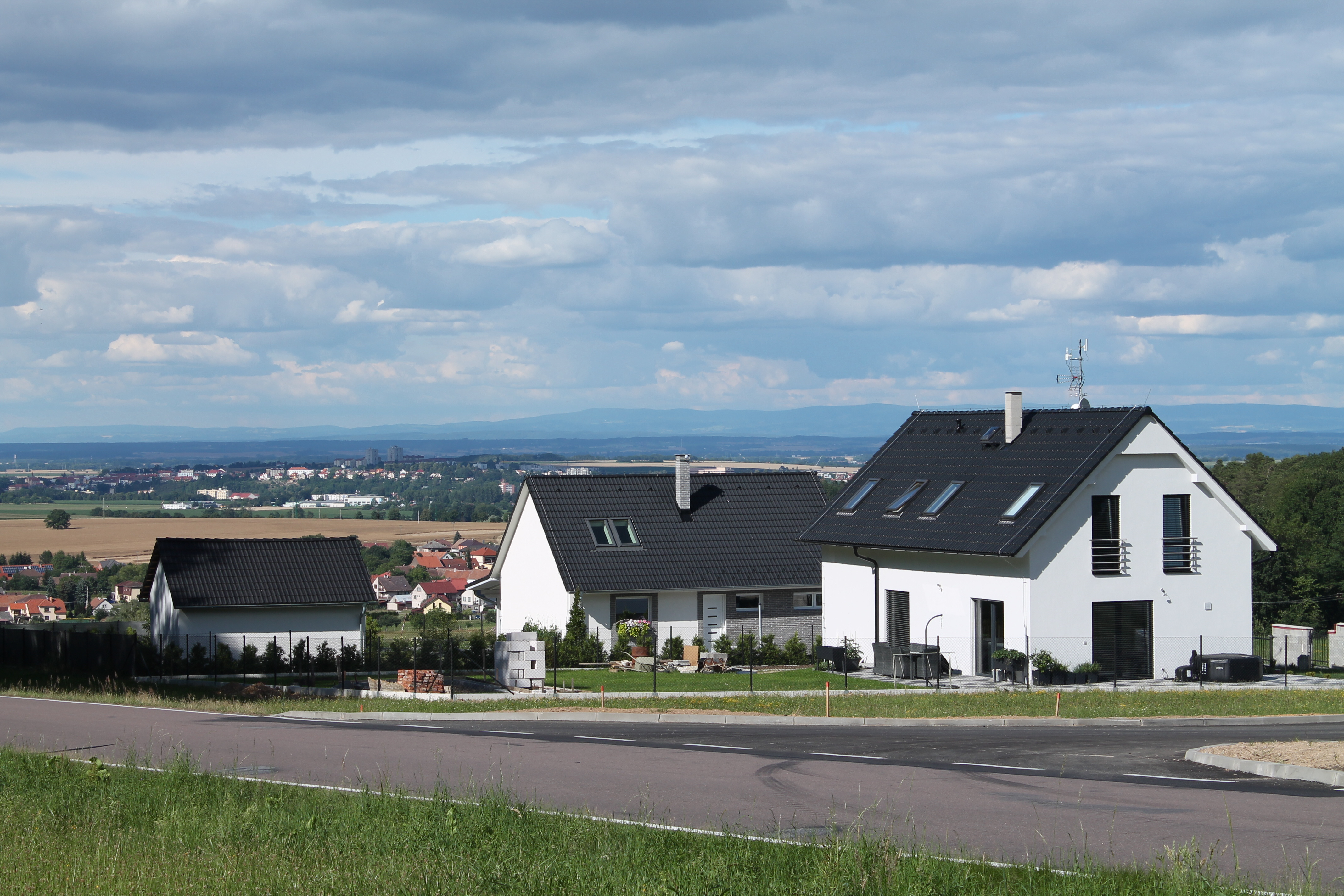
Nová zástavba na severním svahu k Chrudimi
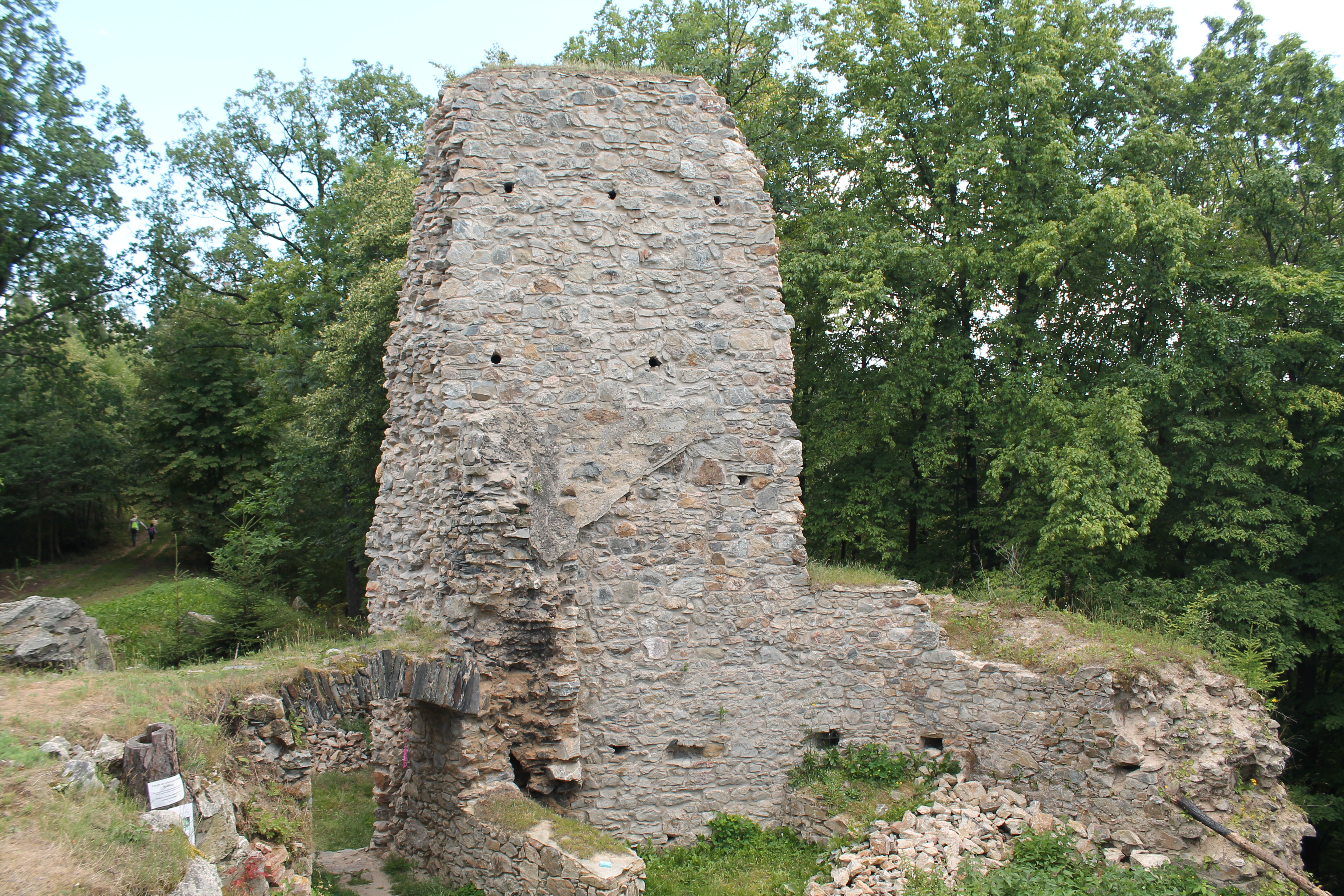
Zřícenina hradu Rabštejnek